# Horror Show
Horror Show je šesti studijski album američkog heavy metal sastava Iced Earth, objavljen 26. lipnja 2001. godine.

## O albumu
Pjesme s albuma inspirane su likovima iz horor klasika, kao što su Frankenstein, Drakula, duh iz Fantoma iz opere, Jack Trbosjek i drugima. To je njihov prvi album snimljen s bubnjarom Richardom Christyjem i jedini s basistom Steveom DiGiorgiom.
Objavljeno je i ograničeno izdanje, na kojem se na dodatnom CD-u nalazio instrumentalni dio Iron Maidenove pjesme "Transylvania" te intervju s frontmenom sastava, Jonom Schafferom

## Popis pjesama
| 1.    | »Wolf«                                      | Jon Schaffer     | Schaffer                  | 5:20 |
| 2.    | »Damien«                                    | Schaffer         | Schaffer                  | 9:12 |
| 3.    | »Jack«                                      | Matt Barlow      | Schaffer                  | 4:14 |
| 4.    | »Ghost of Freedom«                          | Barlow, Schaffer | Barlow, Schaffer          | 5:12 |
| 5.    | »Im-Ho-Tep (Pharaoh's Curse)«               | Barlow           | Larry Tarnowski, Schaffer | 4:45 |
| 6.    | »Jekyll & Hyde«                             | Barlow           | Schaffer                  | 4:39 |
| 7.    | »Dragon's Child«                            | Barlow           | Schaffer                  | 4:21 |
| 8.    | »Transylvania« (obrada pjesme Iron Maidena) | instrumentalno   | Steve Harris              | 4:30 |
| 9.    | »Frankestein«                               | Schaffer         | Schaffer                  | 3:50 |
| 10.   | »Dracula«                                   | Schaffer         | Schaffer                  | 5:54 |
| 11.   | »The Phantom Opera Ghost«                   | Schaffer         | Schaffer                  | 8:41 |
| 61:36 |                                             |                  |                           |      |

## Postava sastava
- Jon Schaffer – ritam, prva i akustična gitara, vokal, mandolina
- Matt Barlow – prvi vokal
- Larry Tarnowski – gitara
- Steve DiGiorgio – bas-gitara
- Richard Christy – bubnjevi